# Nefeli Kavouras

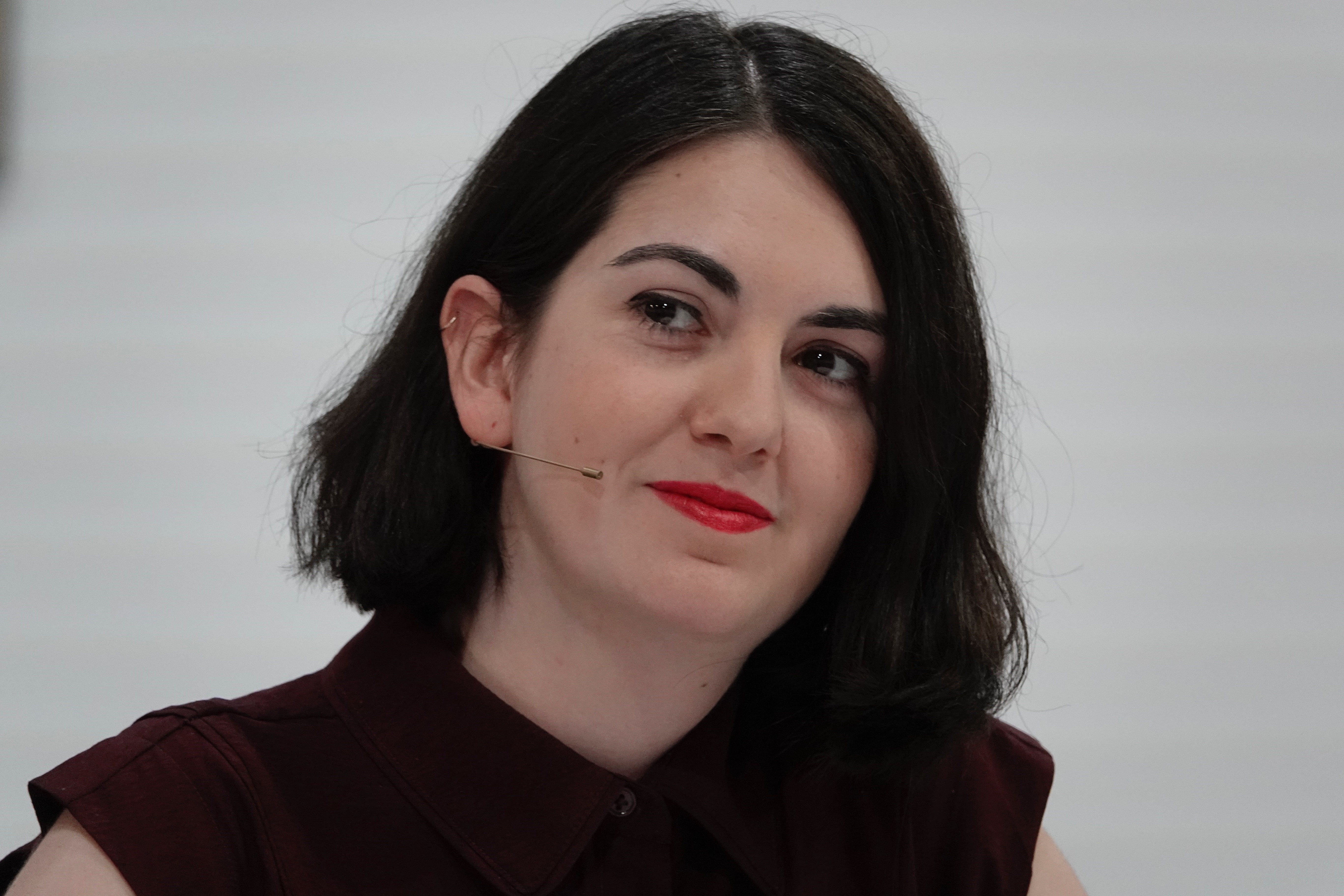
Nefeli Kavouras beim Ingeborg-Bachmann-Preis 2025

Nefeli Kavouras (* 1996 in Bamberg) ist eine deutsche Schriftstellerin und Literaturvermittlerin.

## Leben und Werk
Nefeli Kavouras wuchs als Tochter griechischer Einwanderer in Bamberg auf. Schon während ihrer Schulzeit organisierte sie Literaturprojekte. Nach dem Abitur zog sie Anfang 2015 nach Hamburg, wo sie zeitweise dem Autor und Filmemacher Finn-Ole Heinrich assistierte. Im selben Jahr war sie Teilnehmerin des Literatur Labor Wolfenbüttel. 2016 nahm sie ein Studium der Kulturwissenschaft mit den Schwerpunkten Literarische Kulturen und Philosophie an der Leuphana Universität Lüneburg auf, das sie mit einer Bachelorarbeit abschloss. Seit 2018 arbeitet sie für den mairisch Verlag.
Neben diesen Tätigkeiten begann Nefeli Kavouras sich in verschiedenen Literaturprojekten zu engagieren. Sie organisiert mit dem Literaturkollektiv foundintranslation die mehrsprachige Lesereihe Hafenlesung und betreibt mit dem Hamburger Autor Anselm Neft den monatlichen Podcast laxbrunch – Der Literaturschnack. 2022 initiierte sie das im zweijährigen Rhythmus stattfindende kulinarische Lesefest Sorbet. Seit 2023 kuratiert sie außerdem das Literaturprogramm des Stadtteil-Kulturfestes altonale. Daneben arbeitet sie als Moderatorin und Redakteurin.
Erste literarische Texte von Nefeli Kavouras entstanden früh. Als 19-Jährige wurde sie 2015 mit ihrem Text Bed Blues zum Treffen junger Autor*innen nach Berlin eingeladen. Weitere literarische Arbeiten publizierte sie in Zeitschriften, Online-Magazinen und Jahrbüchern. Für einen Auszug aus ihrem in Entstehung begriffenen Roman Gelb, auch ein schöner Gedanke (älterer Arbeitstitel: Wann stirbt Georg) erhielt sie den Hamburger Literaturpreis. Der Roman soll im Frühjahr 2026 bei Kiepenheuer & Witsch erscheinen.
Von Laura de Weck wurde sie 2025 zum Ingeborg-Bachmann-Wettbewerb nach Klagenfurt am Wörthersee eingeladen. Dort las sie ihren Prosatext Zentaur.

## Auszeichnungen (Auswahl)
- 2022: Residenzstipendium der Hamburger Kulturbehörde im mare-Künstlerhaus in Wentorf bei Hamburg[4]
- 2023: Hamburger Literaturpreis in der Kategorie Roman für Wann stirbt Georg

## Veröffentlichungen (Auswahl)

### Autorin
- Buche, Eiche, Ahorn. In: Akzente, H. 3, München 2019, S. 14–17.
- Sorry, I’ve been distracted. In: COPE Magazin. Texte für den Umgang mit Realitäten, 2021 (Online-Text).
- Die Wette. In: Ziegel. Hamburger Jahrbuch für Literatur, herausgegeben von Jürgen Abel und Antje Flemming, Nr. 17, mairisch Verlag, Hamburg 2021, ISBN 978-3-948722-07-4.
- Niemand lügt so schön. In: Ziegel. Hamburger Jahrbuch für Literatur, herausgegeben von Jürgen Abel und Antje Flemming, Nr. 18, mairisch Verlag, Hamburg 2023, ISBN 978-3-948722-28-9.

### Herausgeberin
- Rüdiger Käßner: Möwen und so weiter. Erzählungen, herausgegeben von Nefeli Kavouras, mit Jonis Hartmann, Hamburg 2019. ISBN 978-3-0006167-9-2
- From Westfailure to Westopia – ein Reisejournal, herausgegeben von Nefeli Kavouras, mit Jörg Albrecht, Tomás Cohen, Annika Dorau, Hugh James, Burg Hülshoff, Havixbeck 2021. ISBN 978-3-9823326-2-8 (= Beiträge, die für das Festival Westopia entstanden sind)